# Komorna
Komorna – wieś w Polsce położona w województwie świętokrzyskim, w powiecie sandomierskim, w gminie Obrazów.
Prywatna wieś szlachecka położona była w drugiej połowie XVI wieku w powiecie sandomierskim województwa sandomierskiego. W latach 1975–1998 miejscowość administracyjnie należała do województwa tarnobrzeskiego.

## Położenie
Wieś położona jest między Rożkami a Kleczanowem, przy drodze krajowej nr 77 z Lipnika do Przemyśla, od której prowadzą tu dwie drogi, jedna z nich wąwozem lessowym w stronę dawnej szkoły.

## Części wsi
| SIMC    | Nazwa     | Rodzaj    |
| ------- | --------- | --------- |
| 0800806 | Przyłogi  | część wsi |
| 0800812 | Wincentów | część wsi |

## Historia
Komorna w wieku XIX, wieś i folwark w powiecie sandomierskim, gminie i parafii Obrazów, odległa od Sandomierza 13 wiorst.

W roku 1883 domów 26, mieszkańców 179.
W XV w. własność Jana Tułkowakiego herbu Topór (Długosz L.B. t.II, s.352).
Folwark Komorna z attynencją Zagrody, od rzeki Wisły wiorst 11, posiadał rozległość mórg 594, na co składały się: grunta orne i ogrody mórg 365, łąk mórg 24, pastwisk mórg 74, lasu mórg 62, nieużytki i place mórg 26. Budynków z drzewa 14, płodozmian 6. i 9. polowy.
Folwark ten w r. 1869 oddzielony od dóbr Święcica.

Na przełomie XVIII i XIX wieku miejscowość należała do rodziny Ślubicz-Załęskich. W międzywojennej Polsce w miejscowym dworze (dziś remiza strażacka) gospodarowali Bukowińscy . Zespół parkowo-dworski położony jest na lessowym cyplu wyżynnym. Opodal dworku stoi kamienna figurka Matki Boskiej. Na cokole widnieje napis:
„Feliks i Zofia Bukowińscy proszą o modlitwę – 1927 r. Błogosław Matko nasze niwy żyzne, łąki, lasy, kwiatów kielichy i tych co na wsi wiodą żywot cichy, Miłując Boga, pracę i Ojczyznę”.
Po śmierci Feliksa Bukowińskiego jego żona wyjechała do Warszawy, majątek oddając w dzierżawę swojemu szwagrowi Chrzanowskiemu, który prowadził dochodową gospodarkę rolną na 150 morgach do 1944 r.  Rok później majątek rozparcelowano. W czasie okupacji we dworze znaleźli schronienie wysiedleńcy. Mieszkał tu z rodziną profesor Makowski, prowadząc tajne nauczanie .
Na przełomie 1972/73 r. Komorna miała 87 gospodarstw, na obszarze 355 ha.

## Związani z Komorną
- Leon Cieśla (ur. 30 grudnia 1912 w Komornej, zm. w 1945 w Groß-Rosen) – żołnierz Batalionów Chłopskich.